# لعب متوازي

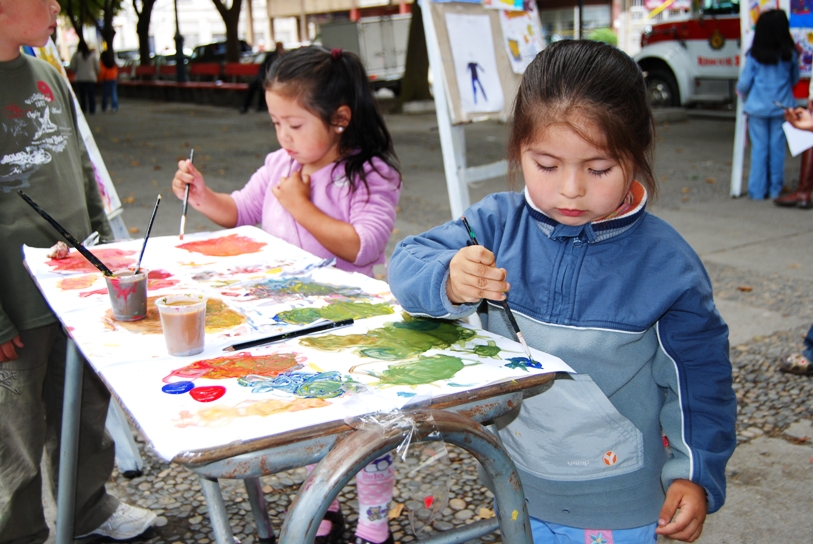

اللعب المتوازي هو شكل من أشكال اللعب حيث يلعب الأطفال بجانب بعضهم البعض، ولكن في الوقت ذاته؛ لا يحاول أن يؤثر كل منهم على سلوكيات الآخر. عادةً ما يلعب الأطفال بمفردهم أثناء اللعب المتوازي ولكنهم يهتمون بما يفعله الأطفال الآخرون. وهذا عادةً ما يحدث بعد مرور عام كامل على مولد الطفل. وعادةً ما تتضمن طفلين أو أكثر في نفس الغرفة ممن يهتمون باللعبة ذاتها، وكل منهم يرى اللعبة من منظوره الشخصي. ولا يلعب الأطفال مع بعضهم البعض، ولكن يلعبون بجانب بعضهم البعض لأنهم ببساطة في نفس الغرفة. وعادة ما يبدأ تطبيق اللعب المتوازي في الأطفال من سن 2-3 سنوات. وسوف يقوم المراقب بملاحظة أن الأطفال أحيانًا ينظرون لما يفعله الآخرون ومن ثم يعدِّلون طريقة لعبهم تبعًا لذلك. ويكون الأطفال الأكبر سنًا، أقل مشاركة في هذا النوع من اللعب. إلا أنه، حتى الأطفال الأكبر من سن ما قبل الدراسة يشاركون في اللعب المتوازي، وهو نشاط ثابت ومستمر على مدار سنوات ما قبل الدراسة وبالإضافة إلى ذلك، يلاحظ أحياناً في الأطفال الأكبر سنًا عندما يلعبون ألعاب الفيديو، ولا سيما الألعاب المحمولة باليد. في التعليم، يصف اللعب المتوازي أيضًا الأنشطة حيث يتم تقسيم الطلاب إلى أزواج أو مجموعات صغيرة ومن ثم العمل معًا في النشاط ذاته. ومن شأن ذلك أن يمنح لجميع الطلاب فرصة متكافئة للمشاركة النشطة ويقلل من المجاهرة، إذ أن كل الطلاب يلعبون، ولا يوجد أي مشاهد.

## معلومات تاريخية
كان ميلدرد بارتن من أوائل الذين درسوا مؤانسة الأقران على أطفال تتراوح أعمارهم من 2 إلى 5 سنوات في عام 1932. ولاحظ بارتن أن هناك زيادة جوهرية للعب التفاعلي مع كبر العمر وخلص إلى أن النمو الاجتماعي يتضمن ثلاث مراحل. وأولى هذه المراحل هو اللعب المتوازي الذي تم ملاحظته في الأطفال صغار السن. وتتضمن المرحلتان التاليتان اللعب الاجتماعي البسيط (اللعب والمشاركة مع بعضهم البعض)، وأخيرًا اللعب التعاوني (أدوار تكميلية مختلفة؛ غرض مشترك). وتشير الأبحاث إلى أن هذا الشكل من اللعب يظهر في الترتيب الذي اقترحه بارتن، ولكنه لا يشكِّل تسلسلًا لمراحل النمو والذي فيه يتم استبدال المرحلة المتأخرة في الظهور بتلك المبكرة. وتظهر كل الأنواع أثناء فترة ما قبل الدراسة.

## تطوير المهارات
يساعد اللعب المتوازي الأطفال في أن يتطوروا لغويًا فضلًا عن كونه يمكنهم من إنشاء علاقات اجتماعية. كما تساعد أيضًا في تطوير كل المهارات الحركية والمتقنة منها، من خلال لعب الطفل بمفرده. ويمكن أن يزيد اللعب المتوازي من الثقة بالنفس لأن الأطفال يتعلمون اللعب بجوار بعضهم البعض. ويمكن للأطفال ملاحظة بعضهم البعض، ومن ثم تعلم استخدام مهارات جديدة من اللعب بجانب الآخرين. وفي نهاية المطاف، سيؤدي إلى حدوث تنمية اجتماعية حيث سيكون الطفل علاقات مع الآخرين أثناء اللعب. ومن الممكن أن يكون اللعب المتوازي مفيدًا في تشجيع التعبير عن مشاعر الطفل من خلال لعب الطفل بمفرده. وسيتعلم الطفل مشاركة الآخرين فضلًا عن المحافظة على مشاعرهم بشكل متزايد، بالإضافة إلى معرفة السبب والنتيجة من خلال التجربة ومعرفة أخطاء تسوية المشكلات وحلها في اللعب.